# Perotis clarksonii
Perotis clarksonii är en gräsart som beskrevs av Jan Frederik Veldkamp. Perotis clarksonii ingår i släktet Perotis och familjen gräs. Inga underarter finns listade i Catalogue of Life.